# Ciclismo nos Jogos Pan-Americanos de 2023 - Cross-country masculino
A prova do cross-country masculino do ciclismo nos Jogos Pan-Americanos de 2023 foi disputada em 21 de outubro de 2023 no percurso montado nos arredores do Estádio San Carlos de Apoquindo. Um total de 18 ciclistas de 10 Comitês Olímpicos Nacionais (CON) participaram do evento.

## Calendário
Horário local (UTC−3).
| Data          | Hora | Fase  |
| ------------- | ---- | ----- |
| 21 de outubro | 9:00 | Final |

## Medalhistas
| Ouro   | CAN Gunnar Holmgren      |
| Prata  | CHI Martín Vidaurre      |
| Bronze | BRA José Gabriel Almeida |

## Resultados
Os competidores fazem uma largada coletiva e os que completaram o percurso total de 29,4 quilômetros (7 voltas de 4,2 km) mais rapidamente definiram os medalhistas.
| Pos.              | Ciclista             | CON            | Tempo     | Dif.  |
| ----------------- | -------------------- | -------------- | --------- | ----- |
| Medalha de ouro   | Gunnar Holmgren      | CAN Canadá     | 1:17:59   |       |
| Medalha de prata  | Martín Vidaurre      | CHI Chile      | 1:18:52   | +0:53 |
| Medalha de bronze | José Gabriel Almeida | BRA Brasil     | 1:20:13   | +2:14 |
| 4                 | Ulan Galinski        | BRA Brasil     | 1:20:31   | +2:32 |
| 5                 | Diego Arias          | COL Colômbia   | 1:20:35   | +2:36 |
| 6                 | Adair Gutiérrez      | MEX México     | 1:21:10   | +3:11 |
| 7                 | Andrés Soto          | ARG Argentina  | 1:21:44   | +3:45 |
| 8                 | Joel Contreras       | ARG Argentina  | 1:22:01   | +4:02 |
| 9                 | Ignacio Gallo        | CHI Chile      | 1:22:11   | +4:12 |
| 10                | Hilvar Malaver       | COL Colômbia   | 1:23:42   | +5:43 |
| 11                | Georwill Pérez       | PUR Porto Rico | 1:25:20   | +7:21 |
| 12                | Amando Martínez      | MEX México     | 1:25:45   | +7:46 |
| 13                | Alexander Urbina     | PER Peru       | 1:25:47   | +7:48 |
| 14                | Luis Enrique López   | HON Honduras   | 1:26:59   | +9:00 |
| 15                | Paolo Montoya        | CRC Costa Rica | 1:27:07   | +9:08 |
| 16                | Sebastián Miranda    | CHI Chile      | 1:27:19   | +9:20 |
| 17                | Jonathan Quesada     | CRC Costa Rica | –1 volta  |       |
| 18                | Carter Woods         | CAN Canadá     | –2 voltas |       |